# Тябы (Лидский район)
Тябы (бел. Ця́бы) — деревня в Лидском районе Гродненской области Беларуси. В составе Дубровенского сельсовета.

## География
Пролегает дорога Н-6165. Рядом проходит трасса Р-89.
Ближайшие населённые пункты Довкни, Колышки, Спорковщизна и др.

## История
С 1905 года в Лидской волости Лидского уезда Виленской губернии.

## Население

### Численность
- 2009 год — 40 жителей

### Динамика
- 1905 год — 156 жителей (Цябы)[2]
- 1999 год — 69 жителей (перепись населения)
- 2009 год — 40 жителей (перепись населения)[2]